# 现代文明永不消逝
《现代文明永不消逝》（英語：Modern Times Forever (Stora Enso Building, Helsinki)）是丹麦艺术团体Superflex 2011年的电影。它是目前有史以来第二长的电影，总长240小时（10天），展示了赫尔辛基斯道拉恩索总部大楼在未来几千年内如何衰败腐朽。这部电影原本就是投影到该大楼墙面上放映。

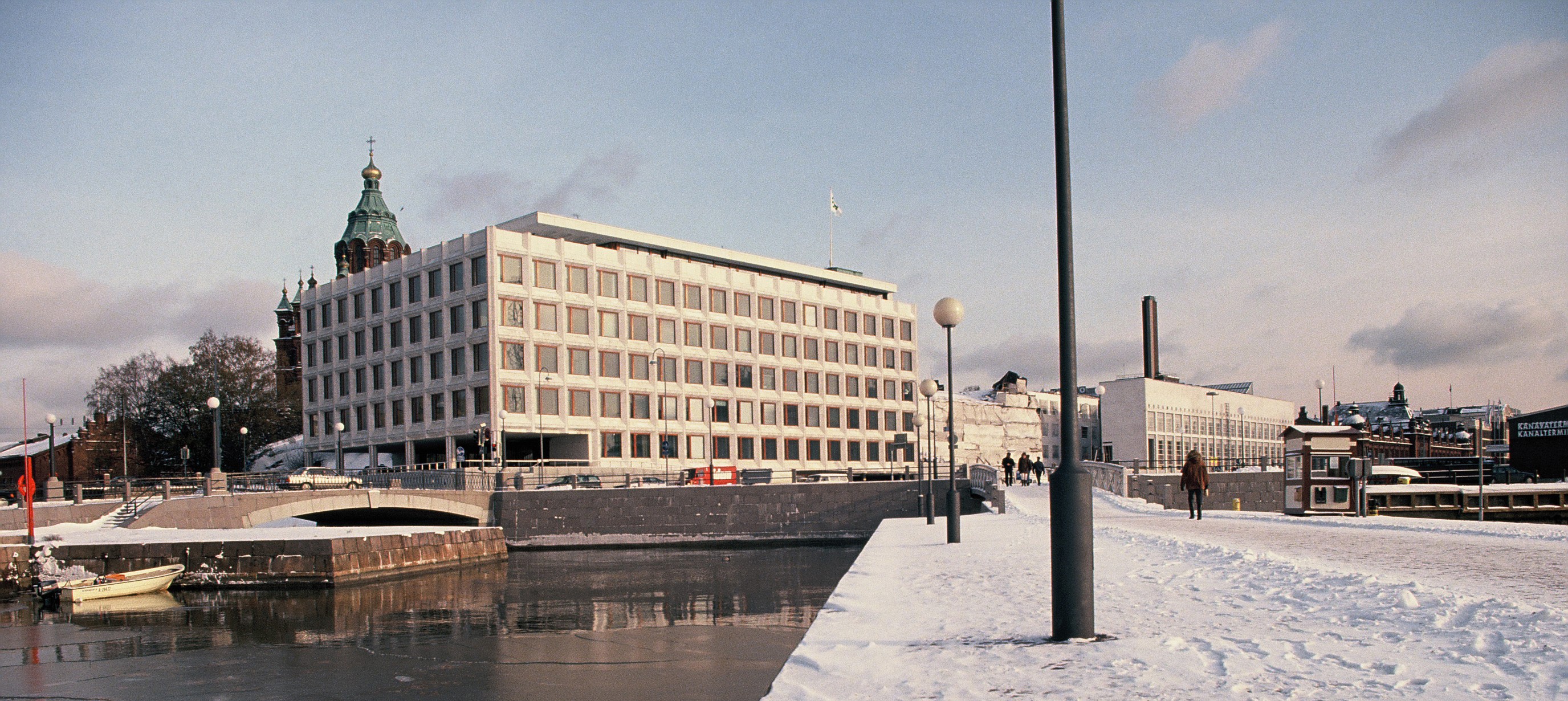
斯道拉恩索大楼